# Кретеј (митологија)
Кретеј (грч. Κρηθεύς) је у грчкој митологији било име више личности.

## Митологија
1. Кретеј је био син Еола и Енарете, оснивач града Јолка у Тесалији. Према неким ауторима, он је био ожењен својом братаницом, Салмонејевом кћерком Тиром или према другима, Демодиком. Са једном од њих је имао децу: Есона, Амитаона, Ферета, Талаја, Пелију, Нелеја и Хиполиту, као и још једну кћерку чије име није познато. Према Диодору, та кћерка се била удала за Тектама, са којим је имала сина Астерија, критског краља.[1] Према неким изворима, Кретеј је Нелеју и Пелији био поочим, јер их је Тиро добила са Посејдоном.[2] Као Кретејева супруга се помињала и Бијадика, која је била заљубљена у Фрикса, али је он одбио њену љубав. Зато га је лажно оптужила код свог супруга за неприкладно понашање.[3]
2. Према Вергилијевој „Енејиди“, песник који је био у пратњи Енеје док је био у Италији. Убио га је Турно, Енејин непријатељ.[1]
3. Вергилије је поменуо још једног Кретеја, Аркађанина, који је био у Енејиној војсци и доживео исту судбину као и његов имењак.[1]
4. Један од бранилаца Тебе у рату седморице против Тебе, кога је убио Хипомедонт.[1]